# Diálogo no Inferno entre Maquiavel e Montesquieu
Diálogo no Inferno entre Maquiavel e Montesquieu (no original, Dialogue aux enfers entre Machiavel et Montesquieu) é um livro de sátira política escrito pelo advogado francês Maurice Joly, que escreveu o livro para protestar contra o regime de Napoleão III.
O livro não trata de raça ou religião, mas elementos do texto foram plagiados no livro Os Protocolos dos Sábios de Sião. É possível que seu autor tenha tido contato com o texto antissemita La Isla de los Monopantos, do espanhol Francisco de Quevedo.